# Центр стратегической конъюнктуры
Центр стратегической конъюнктуры (ЦСК) — российский аналитический центр, созданный в октябре 2012 года, частная коммерческая компания и  исследовательская организация, занимающаяся вопросами международной безопасности, строительства вооруженных сил, оборонной промышленности и военно-технического сотрудничества.

## История
Основан в 2012 году в Москве группой политологов, экономистов, военных журналистов и военных экспертов, сотрудников философского факультета МГУ им. М. В. Ломоносова, Института Африки РАН. Первые проекты ЦСК связаны с изучением вопросов международной безопасности и военно-технического сотрудничества.
За семь лет существования эксперты ЦСК издали почти 300 книг и опубликовали почти 3000 материалов.

## Специализация
Основная специализация — анализ военно-политических и экономических процессов, мониторинг средств массовой информации, военно-политический консалтинг, публикация докладов, прогнозов, монографий. Огромное значение уделяется издательской деятельности.
Эксперты ЦСК сотрудничают с Институтом востоковедения РАН, Институтом Африки РАН, Институтом российской истории РАН, Российским институтом стратегических исследований, Институт социологии РАН, Инститом российской истории РАН, Всемирным Русским народным собором, философским факультетом МГУ им. М. В. Ломоносова, Факультетом политологии МГУ им. М. В. Ломоносова, Факультетом комплексной безопасности ТЭК РГУ нефти и газа (НИУ) имени И. М. Губкина, Московским государственным институтом международных отношений (университет) МИД Российской Федерации (МГИМО), Московским институтом психоанализа, Московским экономическим институтом, Фондом содействия ветеранам спецназа госбезопасности "КУОС-Вымпел" имени героя Советского Союза Г. И. Бояринова [КУОС], Министерством информатизации, связи и массовых коммуникаций Республики Дагестан, Центром стратегических оценок и прогнозов, Северным социально-экологическим конгрессом, Кавказским геополитическим клубом.

## Публикации

### Монографии ЦСК
- Маначинский А. Я. От УНИИ через Майдан к ТОМОСУ / Центр стратегической конъюнктуры. — М.: Издатель Воробьев А. В., 2020. — 192 с. ISBN 978-5-93883-399-9 :: Читать PDF 1,39 Mb
- Шутов Ю. А. Офицер штатского покроя: Повесть в рассказах. 2-е изд., испр. и доп.  / Центр стратегической конъюнктуры. — М.: Издатель Воробьёв А. В., 2020. — 268 с.: с ил. ISBN 978-5-93883-405-7 :: Читать PDF 6,42 Mb
- Тутнова Т. А. Ракетно-космическая деятельность КНР: возрастающая роль в международных отношениях / Отв. ред. Н. П. Ромашкина; Институт востоковедения РАН. — М.: ИВ РАН, 2020. — 220 с. ISBN 978-5-89282-945-8 :: Читать PDF 1,33 Mb
- Воробьев А. В. США и Пакистан: развитие двусторонних отношений в конце XX — начале XXI веков (1989—2019 гг.) / Отв. ред. А. В. Судьин; Институт востоковедения РАН. — М.: ИВ РАН, 2019. — 240 с. ISBN 978-5-89282-947-2 :: Читать PDF 1,6 Mb
- Шарафетдинова А. И. Корея во внешней политике США (1866—1905 гг.)/ Отв. ред. Б. Б. Пак; Институт востоковедения РАН. — М.: ИВ РАН, 2019. — 224 с.: ил. ISBN 978-5-89282-912-0 :: Читать PDF 5,64 Mb
- Юсипова Р. Р. Устойчивые глагольные сочетания в турецком языке / Под ред. А. В. Штанова; МГИМО МИД России. — М.: Издатель Воробьёв А. В., 2019. — 184 с. ISBN 978-5-93883-404-0 :: Читать PDF 2,05 Mb
- Амелина Я. А. Бенефис ненависти. Как «колумбайнеры» и керченский убийца Владислав Росляков стали «героями» российской деструктивной молодежи (18+) / Кавказский геополитический клуб. — М.: Издатель А. В. Воробьёв, 2019. — 160 с.: с ил. ISBN 978-5-93883-401-9 :: Читать PDF 1,02 Mb
- Судьин А. В. Современная история республик Поволжья (Мордовия, Татарстан) / Отв. ред. Л. С. Перепелкин; Институт востоковедения РАН. — М.: ИВ РАН, 2019. — 352 с. ISBN 978-5-89282-894-9 :: Читать PDF 6,17 Mb
- Язычество наших дней в суждениях и ответах его деятелей / Вечевой центр, Круг Языческой Традиции, Союз Славянских Общин Славянской Родной Веры / Сост. и общ. ред. Д. А. Гаврилов. — М.: Издатель Воробьёв А. В.; Центр стратегической конъюнктуры, 2019. — 56 с. ISBN 978-5-93883-392-0 :: Читать PDF 4,62 Mb
- Валецкий О. В. Война в Косово и Метохии в 1999 году / Центр стратегических оценок и прогнозов; Центр стратегической конъюнктуры. — М.: Издатель А. В. Воробьёв; АНО ЦСОиП, 2019. — 188 с. ISBN 978-5-93883-387-6 :: Читать PDF 14,4 Mb
- Сахаров Е. В. Историографические фантомы и параллели древней и средневековой истории Европы и Азии.  — М.: Издатель Воробьёв А. В., 2018. — 184 с. ISBN 978-5-93883-375-3 :: Читать PDF 8,23 Mb
- Валецкий О. В. Методы борьбы против мин и СВУ / Под ред. О. Ю. Пономаренко / Фонд «КУОС-Вымпел»; Центр стратегической конъюнктуры — М.: Издатель А. В. Воробьёв, 2018. — 304 с. ISBN 978-5-93883-362-3 :: Читать PDF 1,91 Mb
- Валецкий О. В. Оружие современных войн. Практика применения / Под ред. Пономаренко О. Ю., Пономаренко Г. В. М.: Издатель Воробьев А. В., 2017. 332 с. ISBN 978-5-93883-334-0 :: Читать PDF 1,06 Mb
- Коновалов И. П. Локальные войны / Центр стратегической конъюнктуры. — М.: Издатель Воробьёв А. В., 2017. — 224 с.: с ил. ISBN 978-5-93883-348-7
- Муза Д. Е. Путь России: от рукотворной Голгофы — к чаемому Воскресению (мои бои за историю) / Предисловие А. Ю. Минакова / Центр стратегической конъюнктуры. — М.: Издатель Воробьев А. В., 2018. — 288 с. ISBN 978-5-93883-352-4 :: Читать PDF 3,15 Mb
- Шутов Ю. А. ГОРОТДЕЛ. Книга 1-я: Ориентировка из Центра. 2-е изд. испр. / Центр стратегической конъюнктуры. — М.: Издатель Воробьёв А. В., 2018. — 358 с. (— Наследие чекистов, 10) ISBN 978-5-93883-379-1 :: Читать PDF 2,63 Mb
- Горюнов В. Г. Россия между «цветной революцией» и сменой элит / Под ред. Я. А. Амелиной / Кавказский геополитический клуб. — М.: Издатель Воробьев А. В., 2017. — 332 с. ISBN 978-5-93883-337-1 :: Читать PDF 3,27 Mb
- СЕВЕРОЛОГИЯ: проблемное поле, методология и социально-экономические основы долгосрочного планирования / Отв. ред. В. А. Черешнев; науч. ред. В. Н. Расторгуев; Общероссийская общественная организация «Северный социально-экологический конгресс». — Пушкино: Центр стратегической конъюнктуры, 2016. — 280 с. ISBN 978-5-9907792-5-9 :: Читать PDF 3,23 Mb
- Информационно-психологическое противодействие экстремизму и терроризму. 2016 / Сост. А. В. Воробьев, Я. А. Амелина / Министерство печати и информации Республики Дагестан, Кавказский геополитический клуб — Пушкино: Центр стратегической конъюнктуры, 2016. — 340 с. ISBN 978-5-9906914-7-6 :: Читать PDF 2,42 Mb
- Мартынюк В. И., Мартынюк А. В. Реквием по полигону. — Пушкино: Центр стратегической конъюнктуры, 2016. — 132 с. ISBN 978-5-9906914-8-3 :: Читать PDF 5,14 Mb
- Восток между Западом и Россией / Институт востоковедения РАН; Министерство печати и информации Республики Дагестан. — М.: Центр стратегической конъюнктуры, 2015. — 232 с. ISBN 978-5-9906914-4-5 :: Читать PDF 2,79 Mb
- СТЕК: Система транспортных евразийских коридоров / Сост. А. В. Воробьев, К. К. Рахимов, А. Д. Собянин. — Пушкино: Центр стратегической конъюнктуры, 2015. — 644 с. ISBN 978-5-9906914-1-4 :: Читать PDF 10,5 Mb
- Соловцов Е. В. Российские боеприпасы: Специальные бесшумные и 9-мм пистолетные патроны. — М.: Издатель Воробьев А. В., 2015. — 156 с. ISBN 978-5-93883-267-1 :: Читать PDF 8,2 Mb
- Михайлов В. С. Стратегический «Молодец». История железнодорожных ракетных комплексов. — Пушкино: Центр стратегической конъюнктуры, 2015. — 216 с. ISBN 978-5-9906069-1-3 :: Читать PDF 11,1 Mb
- Борис Танев. Война в Македонии 2001 года / Под ред., вст. ст. О. В. Валецкий; Пер. с болгарского яз. Т. А. Дубровой. — Пушкино: Центр стратегической конъюнктуры, 2015. — 128 с. ISBN 978-5-906233-98-1 :: Читать PDF 17,8 Mb
- Коновалов И. П. Солдаты удачи и воины корпораций. История современного наёмничества. — Пушкино: Центр стратегической конъюнктуры, 2015. — 216 с.: с ил. ISBN 978-5-9906069-7-5
- Шушкевич Ю. А. Вексель судьбы. — М.: Издатель Воробьёв А. В., 2014. — 528 с. ISBN 978-5-93883-244-2 :: Читать PDF 6,69 Mb
- Ёлкин С. В., Гаврилов Д. А. Инженерно-техническое творчество в нефтегазовой отрасли. Избранные лекции курса и сборник задач.— М.: Центр стратегической конъюнктуры, 2014. — 368 с. ISBN 978-5-906233-92-9 :: Читать PDF 1,94 Mb
- Русская социально-политическая мысль XIX — начала XX века: М. А. БАКУНИН / Под ред. А. А. Ширинянца; Сост. П. И. Талеров, А. А. Ширинянц. — М.: Центр стратегической конъюнктуры, 2014. — 324 с. (— Серия: Русская социально-политическая мысль, 22) ISBN 978-5-906233-78-3 :: Читать PDF 3,59 Mb
- Литовкин В. Н. Сотворение мира: Российская армия на Кавказе и Балканах глазами военного корреспондента. Пушкино: Центр стратегической конъюнктуры, 2014. — 164 с.: с ил. ISBN 978-5-906233-75-2 :: Читать PDF 4,66 Mb
- Павлович М. П. (Вельтман М. Л.) Империализм и борьба за великие железнодорожные и морские пути будущего.— Пушкино: Центр стратегической конъюнктуры; Центр стратегических оценок и прогнозов, 2014. Книга 1. Часть 1. — 180 с. ISBN 978-5-906233-55-4, ISBN 978-5-906661-01-2 ::Читать PDF 47,0 Mb
- Коновалов И. П. Военные операции Франции в Африке. — Пушкино: Центр стратегической конъюнктуры, 2014. — 148 с.: с ил. ISBN 978-5-906233-73-8
- Россия в Средней Азии и на Кавказе: «центр силы» постсоветского пространства (исследование 2001 года) / Под общ. ред. А. Д. Собянина. — Пушкино: Центр стратегической конъюнктуры, 2013. — 104 с. ISBN 978-5-906233-23-3 :: Читать PDF 1,57 Mb
- Чернов М. И. Осетия: рождение большой мечты / Российский институт стратегических исследований. Москва: Центр стратегической конъюнктуры, 2013. — 136 с. ISBN 978-5-906233-28-8 :: Читать PDF 6,09 Mb
- Чуфаровский Ю. В. Терроризм: особенности международного противодействия [2007]. — Пушкино: Центр стратегической конъюнктуры, 2014. — 156 с. ISBN 978-5-906233-65-3 :: Читать PDF 1,4 Mb
- Валецкий О. В. Применение самодельных взрывных устройств и методы борьбы с ними по опыту армии США. Пушкино: Центр стратегической конъюнктуры, 2014. — 50 с. ISBN 978-5-906233-56-1 :: Читать PDF 9,18 Mb
- Валецкий О. В., Лямин Ю. Ю. Распространение ракетных технологий в третьем мире. Пушкино: Центр стратегической конъюнктуры, 2013. 60 с. ISBN 978-5-906233-34-9 :: Читать PDF 9,23 Mb
- Коновалов И. П. СОМАЛИ: бесконечность войны. — Пушкино: Центр стратегической конъюнктуры, 2013. — 238 с. ISBN 978-5-906233-30-1 :: Читать PDF 5,73 Mb
- Коновалов И. П., Шубин Г. В. Современная Африка: войны и оружие. 2-е изд. / Институт Африки РАН. М.: Центр стратегической конъюнктуры, 2013. 476 с.: с ил. ISBN 978-5-906233-29-5 :: Читать PDF 23,1 Mb
- Коновалов И. П., Валецкий О. В. Эволюция частных военных компаний. Пушкино: Центр стратегической конъюнктуры, 2013. 138 с. ISBN 978-5-906233-20-2 :: Читать PDF 4,46 Mb
- Гражданская война в России и мусульмане. Сборник документов и материалов/ Сост., предисл. и примеч. С. М. Исхаков. — Москва: Центр стратегической конъюнктуры, 2014. — 816 с.: с ил. ISBN 978-5-906233-69-1 :: Читать PDF 3,16 Mb
- АУДИО. Арсений Николаевич ЧАНЫШЕВ. «Препарированный ПЛАТОН. Фрагменты» / Философский факультет МГУ имени М. В. Ломоносова. М., 2017. :: Слушать MP3

### Изданное ЦСК
- Цивилизационное развитие России: наследие, потенциал, перспективы. Коллективная монография / Под общ. ред. В. А. Черешнева, В. Н. Расторгуева. — М.: Издатель Воробьёв А. В., 2018. — 440 с. ISBN 978-5-93883-376-0 :: Читать PDF 3,42 Mb
- Философия политики и права: Ежегодник научных работ. Вып. 8 (2017). Социальная эволюция и социальные революции. Посвящается 100-летию Русской революции / Под общей редакцией доктора политических наук, профессора Е. Н. Мощелкова; научный редактор доцент А. В. Никандров / МГУ имени М. В. Ломоносова. Философский факультет. — М.: Издатель Воробьев А. В., 2017. — 364 с. ISSN 25002104 :: Читать PDF 3,2 Mb
- Князький И. О. Византия, Русь, номады. — М.: Московский экономический институт, 2017. — 272 с. ISBN 978-5-93883-330-2 :: Читать PDF 1,32 Mb
- Философия политики и права. 100 основных понятий. СЛОВАРЬ: Учебное пособие / Под общ. ред. Е. Н. Мощелкова; Философский факультет МГУ имени М. В. Ломоносова. — Пушкино: Центр стратегической конъюнктуры, 2014. — 248 с. ISBN 978-5-906233-59-2 :: Читать PDF 3,0 Mb
- Цивилизационная миссия России. XI Панаринские чтения: Сборник статей/ Отв. ред. В. Н. Расторгуев.— Пушкино: Центр стратегической конъюнктуры, 2014. — 316 с. ISBN 978-5-906233-88-2 :: Читать PDF 3,83 Mb
- SCHOLA-2014: Сборник научных статей факультета политологии Московского государственного университета имени М. В. Ломоносова / Под ред. А. Ю. Шутова и А. А. Ширинянца. Сост. А. И. Волошин. — М.: Центр стратегической конъюнктуры, 2014. — 364 с. ISBN 978-5-9906069-0-6 :: Читать PDF 2,07 Mb
- Рынок и социальные проблемы: Восток—Россия. Сборник статей. — М.: ИВ РАН, Центр стратегической конъюнктуры, 2013. — 132 с. ISBN 978-5-89282-579-5, ISBN 978-5-906233-42-4 :: Читать PDF 10,3 Mb
- Махдиян М. Х. История межгосударственных отношений Ирана и России (XIX — начало XXI века) / Отв. ред. Н. М. Мамедова. — М.: ИВ РАН, Центр стратегической конъюнктуры, 2014. — 228 с. ISBN 978-5-89282-577-1, ISBN 978-5-906233-43-1 :: Читать PDF 13,4 Mb
- Трофимова И. Н. Молодёжный радикализм: причины распространения и меры предупреждения. — М.: Институт социологии РАН, Центр стратегической конъюнктуры, 2013. — 136 с. ISBN 978-5-89697-239-6, ISBN 978-5-906233-54-7 :: Читать PDF 6,07 Mb